# امپراتور هی‌زی
امپراتور هی‌زی ((به ژاپنی: 平城天皇 Heizei-tennō)؛ که با نام هیچو-تننو نیز شناخته می‌شود، طبق فهرست امپراتوران ژاپن سنتی. پنجاه و یکمین امپراتور ژاپن بود،
سلطنت هی‌زی از آغاز دوره هی‌آن بود.

## روایت سنتی
هی‌زی پسر ارشد امپراتور کانمو و امپراتریس فوجیوارا نو اوتومورو بود. هی‌زی سه ملکه و هفت پسر و دختر داشت.
آرامگاه هی‌زی به‌طور سنتی توسط دفتر خاندان امپراتوری در (Mausoleum|楊梅陵)، در نارا (ژاپن) تعیین شده و به عنوان محل آرامگاه یادمانی هی‌زی شناخته می‌شود. سایت برای عموم قابل دسترسی است. اگرچه یکی از بزرگ‌ترین بناهای کوفون در ژاپن است، اما بررسی‌های باستان‌شناسی در سال‌های ۱۹۶۲–۱۹۶۳ نشان می‌دهد که در اوایل قرن پنجم ساخته شده است و بخش‌هایی از آن در طول ساخت هی‌جوکیو تخریب شده است. این بررسی نامگذاری توسط دفتر خاندان امپراتوری را زیر سؤال می‌برد.

### رویدادهای زندگی هی زی
قبل از اینکه او به تخت سلطنت برسد، رابطه او با فوجیوارا نو کوسوکو، مادر یکی از همسرانش، رسوایی ایجاد کرد. به دلیل این رسوایی، پدرش در نظر گرفت که او را از مقام ولیعهدی محروم کند.
- ۷۸۵: (انریاکو ۴، ماه یازدهم[۷]): هی‌زی در سن ۱۲ سالگی به عنوان ولیعهد منصوب شد.[۸]
- ۹ آوریل ۸۰۶[۹] (سال اول دایدو (دوره)، هفدهمین روز از ماه سوم[۱۰]): در بیست و پنجمین سال سلطنت پدرش امپراتور کانمو، درگذشت. و علیرغم اختلافات متعاقب، دانشمندان معاصر پس از آن تعبیر کردند که جانشینی ("سنسو") توسط پسرش دریافت شود. گفته می‌شود اندکی پس از آن، امپراتور هی‌زی به تاج و تخت («سوکوی») پیوست.[۱۱]

عنوان «هیجو» از نام رسمی پایتخت در نارا، «هیجو کیو» گرفته شده است.
در دوران سلطنت هی‌زی، محافظان دوباره سازماندهی شدند. محافظان امپراتوری موجود به محافظان بادیگاردهای امپراتوری چپ تبدیل شدند، در حالی که محافظان میانی به محافظان راست امپراتوری تبدیل شدند. به هر دو طرف یک فرمانده ارشد جدید داده شد. در این زمان هی‌زی ساکانواوئه نو تامورامارو (۷۵۸–۸۱۱) را به عنوان فرمانده ارشد محافظان امپراتوری راست منصوب کرد. در زمان امپراتور کانمو، تامورامارو به عنوان "شوگون رهبر یک لشکرکشی نظامی علیه امیشی‌ها منصوب شده بود.
- ۸۰۹ (  (سال چهارم دایدو (دوره)، اولین ماه[۱۴]: هی‌زی پس از یک سلطنت چهار ساله بیمار شد. ; و از ترس اینکه نتواند زنده بماند، هی‌زی به نفع برادر کوچکترش که بعداً به نام امپراتور ساگا شناخته شد، کناره‌گیری کرد.[۱۲]

هی‌زی پس از کناره‌گیری، به نارا (ژاپن) نقل مکان کرد و از این پس به نام نارا نو میکادو ، «امپراتور نارا» شناخته شد.
- ۱۸ مه ۸۰۹ (سال چهارم دایدو (دوره)، اولین روز از چهارمین ماه[۱۵]: امپراتور ساگا در ۲۴ سالگی بر تخت سلطنت نشست.[۱۲]
- ۸۱۰ (سال اول کونین (دوره) ): به نام هی‌زی، همسر سوم جاه‌طلب امپراتور بازنشسته هی‌زی، فوجیوارا نو کوسوکو Kusuko (薬子؟) و برادرش فوجیوارا نو ناکاناری. اقدام به شورش کردند، اما نیروهای آنها شکست خوردند. کوسوکو در اثر سم درگذشت و برادرش اعدام شد. هی‌زی موهای خود ا تراشید و راهب بودیسم شد.[۱۶]
- ۵ اوت ۸۲۴ (تنچو ۱، هفتمین روز از ماه هفتم[۱۷]: هی‌زی در سن ۵۱ سالگی درگذشت. ۱۴ سال پس از اینکه او به دلیل بیماری از سلطنت کناره گرفت.[۱۸]

### دوران سلطنت هی‌زی
سالهای سلطنت هی‌زی در یک نام عصر ژاپنی ("ننگو") محدود شده است.
- دایدو (دوره) (۸۰۶–۸۱۰)